# CYP318A1
CYP318A1（開放閱讀框名：Dmel_CG1786) 是一种在黑腹果蝇（Drosophila melanogaster）基因组中发现的细胞色素P450基因，与其对杀虫剂的抗药性有关。